# Harald Braem
Harald Braem alias Wolfram vom Stein (Berlín, 23 de julio de 1944) escritor y diseñador alemán especializado en psicología cromática.
Harald Braem pasó su infancia en Allendorf, Westerwald. Fue a la escuela primaria y secundaria en Hildesheim y estudió diseño gráfico en Hildesheim y Hannover.
Ha ejercido como profesor y realizado una intensamente investigación comparativa cultural, y de temas como la arqueología y la historia antigua de las Islas Canarias, las pirámides, el chamanismo y la investigación del arte rupestre. 

## Premios
- 2005: Verdienstmedaille des Landes Rheinland-Pfalz

## Obra
- Ein blauer Falter über der Rasierklinge, Frankfurt am Main [u.a.] 1980
- "Die Nacht der verzauberten Katzen" und andere Geschichten, Frankfurt am Main [u.a.] 1982
- Die letzten 48 Stunden, München 1983 (con Wolfgang Fienhold)
- Die Macht der Farben, München 1985
- Träume in Blech und Papier, Bern [u.a.] 1985 (con Manfred Schmidtke)
- Das große Guten-Morgen-Buch, Göttingen 1985
- Brainfloating, München 1986
- Morgana oder Die Suche nach der Vergangenheit, München 1986
- Sirius grüßt den Rest der Welt, München 1987
- Der Eidechsenmann, München 1988
- Auf den Spuren atlantischer Völker: Die Kanarischen Inseln, München 1988 (con Marianne Braem)
- Der Löwe von Uruk, München [u.a.] 1988
- Selftiming, München 1988
- Zodiak, München 1988
- Die Balearen, München 1989
- Ein Sommer aus Beton, Würzburg 1989
- Hem-On, der Ägypter, München [u.a.] 1990
- Der Kojote im Vulkan, Berlín 1990
- Die Sprache der Formen, München 1990
- Tanausu - der letzte König der Kanaren, München [u.a.] 1991
- Große Spinne, kleine Spinne, Kaiserslautern 1992
- Das magische Dreieck, Stuttgart [u.a.] 1992
- Bibliographie des deutschsprachigen Schrifttums zur internationalen Felsbildforschung, Lollschied 1994 (con Thomas Schulte im Walde)
- Der Herr des Feuers, München [u.a.] 1994
- Die magische Welt der Schamanen und Höhlenmaler, Köln 1994
- Der Vulkanteufel, Stuttgart [u.a.] 1994
- Das Hotel zum Schwarzen Prinzen, München [u.a.] 1995
- Magische Riten und Kulte, Stuttgart [u.a.] 1995
- Der Wunderberg, Stuttgart [u.a.] 1996
- Der König von Tara, Stuttgart [u.a.] 1997
- Paläste, Tempel, Hieroglyphen, Bindlach 1997 (con Christof Heil)
- An den Küsten der Sehnsucht, Bettendorf 1999
- Das blaue Land, Stuttgart [u.a.] 2000
- Frogmusic, Plön 2001
- Meine Steppe brennt, Bettendorf 2006